# HD 80606 b
HD 80606 b est une exoplanète orbitant autour de HD 80606, une étoile d'environ 0,9 masse solaire située à environ 190 années-lumière (58,4 pc) du Soleil, dans la constellation de la Grande Ourse.

Orbite de HD 80606 b projetée sur un quadrillage au pas de 0.1 UA.

Elle parcourt, en un peu plus de 111 jours, l'orbite la plus elliptique actuellement connue pour une exoplanète, caractérisée par une excentricité orbitale d'un peu plus de 0,93 (comparable à celle de la comète de Halley) : sa distance à l'étoile varie ainsi de 0,030 1 à 0,876 UA, c'est-à-dire de 4,5 à 131 millions de kilomètres.
Cette orbite particulière confère à cette planète des conditions météorologiques extrêmes, notamment un réchauffement très rapide de son atmosphère au périastre, qui passe d'une température de 500 à 1 200 °C en à peine 6 heures. L'énergie reçue par cet astre au cours de son orbite serait ainsi comparable à celle reçue du Soleil par la Terre lorsqu'il est à son apoastre, mais environ 800 fois plus élevée lorsqu'il est à son périastre.

L'excentricité remarquable de cette orbite pourrait résulter du mécanisme de Kozai dans la mesure où HD 80606 forme une étoile binaire avec HD 80607, située à environ 1 200 UA de distance.

## Atmosphère
Du potassium a été détecté dans l'atmosphère de cette planète.